# قلعه سونوماتا
قلعه سونوماتا (به ژاپنی: 墨俣城, Sunomata-jō) یک قلعه ژاپنی در اوگاکی، گیفو در استان گیفو در ژاپن است. این قلعه همچنین به نام قلعه سونوماتا ایچی‌یا هم خوانده می‌شود. ایچی‌یا به معنی «یک شبه» اشاره به ساخته شدن این قلعه در مدت یک شب توسط تویوتومی هیده‌یوشی دارد.
این قلعه توسط تویوتومی هیده‌یوشی ساخته شده‌است، که در آن زمان یک ملازم دون پایه، در خدمت اودا نوبوناگا بود، در حالی که در اواسط قرن شانزدهم میلادی سپاه نوبوناگا تحت فشار به علت محاصره قلعه اینابایاما بود، هیده‌یوشی کار ساختن این قلعه را به گروهی از ماجراجویان که تحت سرپرستی یک دزد محلی به نام «هاچی‌تسوکه» بودند، سپرد. هیده‌یوشی از قسمت‌های از پیش ساخته برای ساختن قلعه استفاده می‌کرد و کار ساخت آنقدر سریع تمام شد که این تصور را ایجاد کرد که یک شبه انجام شده‌است، هرچند در واقع کار چند روز به طول انجامید. موفقیت هیده‌یوشی با ساخت این قلعه باعث شد اعتبار وی در نزد نوبوناگا بسیار افزایش پیدا کند. در واقعیت، ارزش این قلعه مرزی بیش از یک قلعه معمولی بود و برای ارعاب، تعجب و تحقیر دشمن در نظر گرفته شده بود.
یک برجک دفاعی در سال ۱۹۹۱ بازسازی شد تا به عنوان موزه تاریخ مورد استفاده قرار گیرد. این قلعه همچنین به عنوان محلی برای مشاهده شکوفه‌های گیلاس ساکورا در طول بهار ذکر شده‌است.